# Miconia traillii
Miconia traillii är en tvåhjärtbladig växtart som beskrevs av Célestin Alfred Cogniaux. Miconia traillii ingår i släktet Miconia och familjen Melastomataceae. Inga underarter finns listade i Catalogue of Life.